# Гомевил
Гомевил (фр. Gomméville) насеље је и општина у источном делу централне Француске у региону Бургоња, у департману Златна обала која припада префектури Монбар.
По подацима из 2011. године у општини је живело 151 становника, а густина насељености је износила 15,36 становника/km². Општина се простире на површини од 9,83 km². Налази се на средњој надморској висини од 193 метара (максималној 355 m, а минималној 189 m).

## Демографија
| 1962. | 1968. | 1975. | 1982. | 1990. | 1999. | 2011. |
| ----- | ----- | ----- | ----- | ----- | ----- | ----- |
| 186   | 198   | 194   | 161   | 142   | 132   | 151   |

График промене броја становника у току последњих година